# Matthieu d'Arras
Matthieu d'Arras (Arras, ca. 1290 – Praag, 1352) was een Franse architect die met name actief was in het huidige Tsjechië.

## Biografie
Matthieu d'Arras werd in Arras geboren en werd door keizer Karel IV in 1344 in Avignon gerekruteerd om de nieuwe Sint-Vituskathedraal in Praag te bouwen. Waarschijnlijk werd hij geïnspireerd bij de bouw door de Kathedraal van Narbonne. Tot aan zijn dood in 1352 bleef hij als architect aan de bouw van de kathedraal verbonden. Daarnaast was hij waarschijnlijk ook als bouwheer verbonden aan Kasteel Karlstein. Peter Parler volgde Matthieu op als bouwmeester van de kathedraal.